# Verrens-Arvey
Verrens-Arvey és un municipi francès al departament de Savoia (regió d'Alvèrnia-Roine-Alps). L'any 2007 tenia 730 habitants.

## Demografia

### Població
El 2007 la població de fet de Verrens-Arvey era de 730 persones. Hi havia 290 famílies de les quals 66 eren unipersonals (29 homes vivint sols i 37 dones vivint soles), 104 parelles sense fills, 108 parelles amb fills i 12 famílies monoparentals amb fills.
La població ha evolucionat segons el següent gràfic:
Habitants censats

### Habitatges
El 2007 hi havia 346 habitatges, 292 eren l'habitatge principal de la família, 43 eren segones residències i 11 estaven desocupats. 321 eren cases i 24 eren apartaments. Dels 292 habitatges principals, 248 estaven ocupats pels seus propietaris, 31 estaven llogats i ocupats pels llogaters i 12 estaven cedits a títol gratuït; 1 tenia una cambra, 17 en tenien dues, 34 en tenien tres, 64 en tenien quatre i 175 en tenien cinc o més. 266 habitatges disposaven pel capbaix d'una plaça de pàrquing. A 115 habitatges hi havia un automòbil i a 159 n'hi havia dos o més.

### Piràmide de població
La piràmide de població per edats i sexe el 2009 era:
| Homes | Edats   | Dones |
| ----- | ------- | ----- |
| 0     | 95 o +  | 4     |
| 0     | 90 a 94 | 0     |
| 0     | 85 a 89 | 4     |
| 0     | 80 a 84 | 4     |
| 4     | 75 a 79 | 8     |
| 0     | 70 a 74 | 8     |
| 12    | 65 a 69 | 16    |
| 44    | 60 a 64 | 16    |
| 8     | 55 a 59 | 20    |
| 40    | 50 a 54 | 8     |
| 28    | 45 a 49 | 24    |
| 16    | 40 a 44 | 32    |
| 12    | 35 a 39 | 24    |
| 20    | 30 a 34 | 8     |
| 12    | 25 a 29 | 8     |
| 12    | 20 a 24 | 12    |
| 12    | 15 a 19 | 12    |
| 16    | 10 a 14 | 32    |
| 20    | 5 a 9   | 32    |
| 12    | 0 a 4   | 4     |

## Economia
El 2007 la població en edat de treballar era de 488 persones, 338 eren actives i 150 eren inactives. De les 338 persones actives 321 estaven ocupades (166 homes i 155 dones) i 18 estaven aturades (3 homes i 15 dones). De les 150 persones inactives 58 estaven jubilades, 39 estaven estudiant i 53 estaven classificades com a «altres inactius».

### Ingressos
El 2009 a Verrens-Arvey hi havia 316 unitats fiscals que integraven 815 persones, la mediana anual d'ingressos fiscals per persona era de 21.892,5 €.

### Activitats econòmiques
Dels 22 establiments que hi havia el 2007, 4 eren d'empreses de fabricació d'altres productes industrials, 6 d'empreses de construcció, 2 d'empreses de comerç i reparació d'automòbils, 3 d'empreses d'hostatgeria i restauració, 1 d'una empresa immobiliària, 5 d'empreses de serveis i 1 d'una empresa classificada com a «altres activitats de serveis».
Dels 10 establiments de servei als particulars que hi havia el 2009, 2 eren tallers de reparació d'automòbils i de material agrícola, 2 fusteries, 2 lampisteries, 1 empresa de construcció, 1 restaurant, 1 agència immobiliària i 1 saló de bellesa.
L'any 2000 a Verrens-Arvey hi havia 23 explotacions agrícoles que ocupaven un total de 341 hectàrees.

## Equipaments sanitaris i escolars
El 2009 hi havia una escola elemental integrada dins d'un grup escolar amb les comunes properes formant una escola dispersa.

## Poblacions més properes
El següent diagrama mostra les poblacions més properes.